# مركز يوري جاجارين لتدريب رواد الفضاء
مركز يوري جاجارين لتدريب رواد الفضاء (بالروسية: Центр подготовки космонавтов имени Ю. А. Гагарина) منشأة روسية مسؤولة عن تدريب رواد الفضاء استعدادًا لرحلاتهم الفضائية، تديرها وكالة الفضاء الروسية الفدرالية وتقع في مدينة ستار سيتي التي تبعد 50 كليومترا عن العاصمة موسكو.

## تأسيس المركز
كانت المنشأة في البداية تعرف باسم «الوحدة العسكرية 26266» وكانت قاعدة تدريب سرية لرواد الفضاء السوفيت. واختير الموقع نظرا لقربه من موسكو وغيرها من البنى التحتية الضرورية مثل: مطار شكالوفسكي، وسكة حديد ياروسلافل.
تم تعيين الطبيب العسكري العقيد يفغيني كاربوف كأول رئيس لمركز تدريب رواد الفضاء الذي يعرف اختصارا بالرمز (TsPK)، وفي 24 فبراير 1960 كان المركز موطنا لحوالي 250 فردا موزعين على مختلف الإدارات وكانوا مسؤولين عن تطوير جميع جوانب برنامج الفضاء والتي تتراوح من المعدات والأجهزة إلى أدوات ترفيه رواد الفضاء. كان من بين العاملين متخصصين في أنظمة تبادل الحرارة والصحة العامة والنظافة، وتصميم ملابس رواد الفضاء، والجراحة، والتدريب.
في البداية، تم إسكان رواد فضاء في مطار فرانز المركزي القريب من موسكو، ولاحقا تم نقلهم إلى مبنى سكني في مدينة تشكالوفسكي، وفي النهاية اختيرت الشقق التي بنيت حديثًا في الموقع كسكن لرواد الفضاء لكي يظلوا قريبين من عائلاتهم طوال فترة التدريب.

## الإدارة المدنية
حتى أبريل 2009، كان المركز مملوكًا لوزارة الدفاع الروسية وتديره بالتعاون مع وكالة الفضاء الاتحادية الروسية. وفي أبريل 2009 ، وقّع الرئيس الروسي دميتري ميدفيديف مرسومًا رئاسيًا بنقل إدارة المركز من وزارة الدفاع إلى وكالة الفضاء الاتحادية الروسية.

## البنية التحتية الرئيسية
يحتوي المركز على المعدات والبنية تحتية الضرورية لتدريب رواد الفضاء عبر مجموعة واسعة من المعدات، بما في ذلك جهاز لمحاكاة تسارع الأجسام، والتدرب على ارتداء البدلات الفضائية، وأجهزة للفحوصات الطبية مراقبة العلامات الحيوية وأجهزة للتدرب على استخدام نظام الملاحة الفضائية.
تشمل مرافق المركز الرئيسية على نماذج كاملة بالحجم الحقيقي لجميع المركبات الفضائية الاساسية التي تم تصنيعها منذ قيام الاتحاد السوفيتي، بما في ذلك مركبات سويوز وبوران، ومركبات النقل الفضائية التي تعرف اختصارا بالرمز( TKS)، والمحطات المدارية لبرنامج ساليوت، ومحطة الفضاء الروسية مير ، ومحطة الفضاء الدولية. كانت كل هذه النماذج سابقا محفوظة مع بعضها البعض، ومع مرور الوقت تم استبدال بعض النماذج وتوزيع الباقي على قاعات المركز.
تحتوي القاعة A على نماذج ساليوت 4، ساليوت 6، مير (DON-17KS )، كفانت (DON-37KE)، كفانت 2 (DON77KSD)، كريستال (DON-77KST)، وجهاز لمحاكاة هبوط مركبة سويوز 2. أما القاعة A1 فتحتوي على أجهزة محاكاة لعدة نماذج من مركبة سويوز (Soyuz TMA و Soyouz TM و Soyuz TMM) وجهاز لمحاكاة عملية التحام مركبات الفضاء بالمحطة الدولية.
هناك قاعات أخرى تحتوي على أجهزة لمحاكاة عمل محطة ساليوت 7 (وهي محطة فضاء كانت تعمل في الفترة ما بين سنة 1982 - 1991)، وسبيكتر Don-77KSO ( القطعة الخامسة التي تم توصيلها بمحطة الفضاء الروسية مير)، وبريرودا Don-77KSI (القطعة السابعة والأخيرة التي تم توصيلها بمحطة الفضاء الروسية مير) ومكوك الفضاء «بوران» ، وزاريا (القطعة الأولى التي تم توصيلها بمحطة الفضاء الدولية)، وزفيزدا (القطعة الثالثة التي تم توصيلها بمحطة الفضاء الدولية).
كما تشمل مرافق المركز على طائرة تدريب في بيئة بدون جاذبية لمحاكاة انعدام الوزن، وعلى عيادة طبية لإجراء الفحوصات والاختبارات على رواد الفضاء لتحديد مدى لياقتهم وصحتهم بشكل عام. كما يضم المركز أيضا مكتب رائد الفضاء الأول في روسيا والعالم يوري غاغارين، وعدد من المعالم الأثرية والتماثيل له ولرواد الفضاء الآخرين.

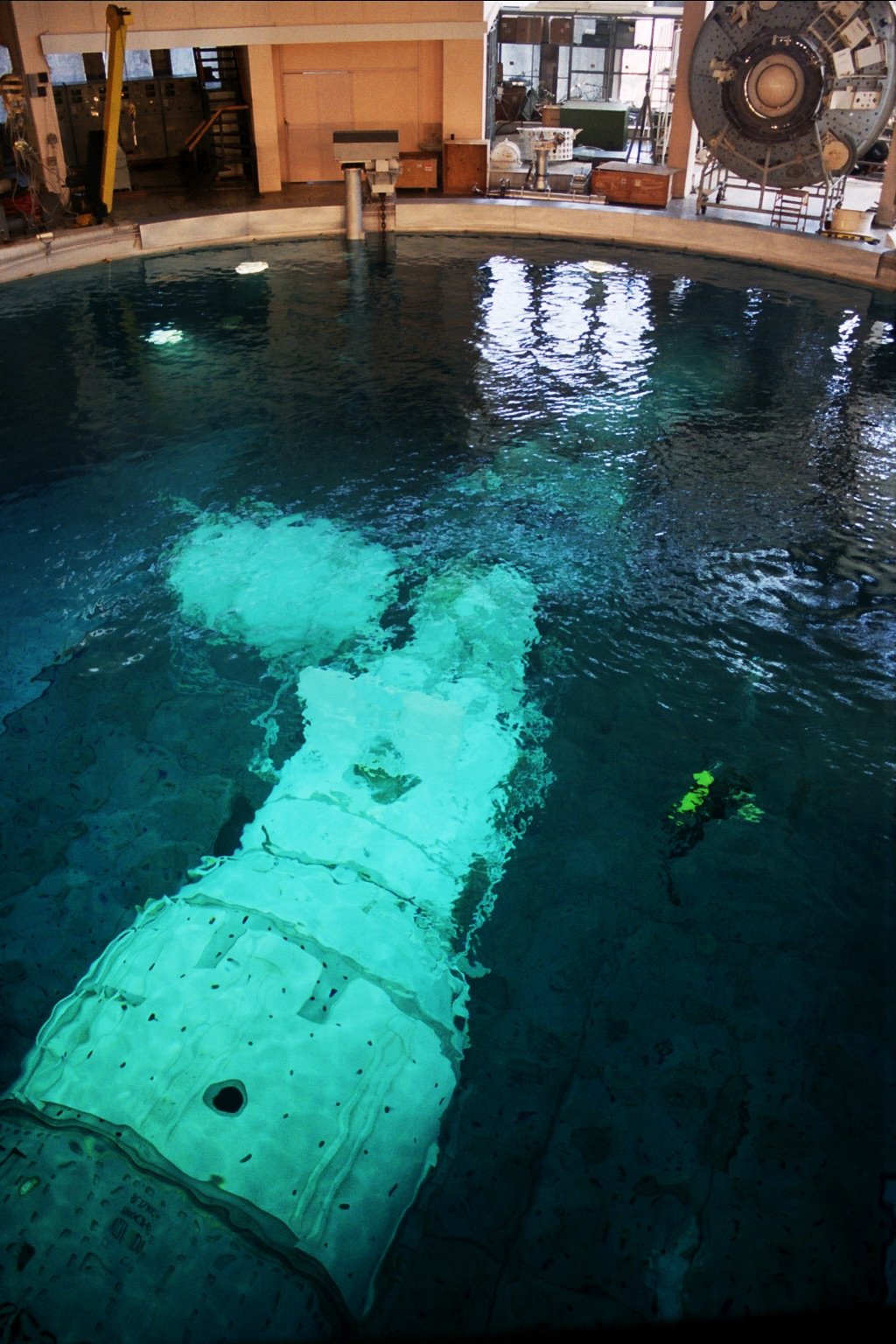
تدريب رواد الفضاء مع وحدة التدريب زاريا في مجموعة الطفو المحايدة في المركز
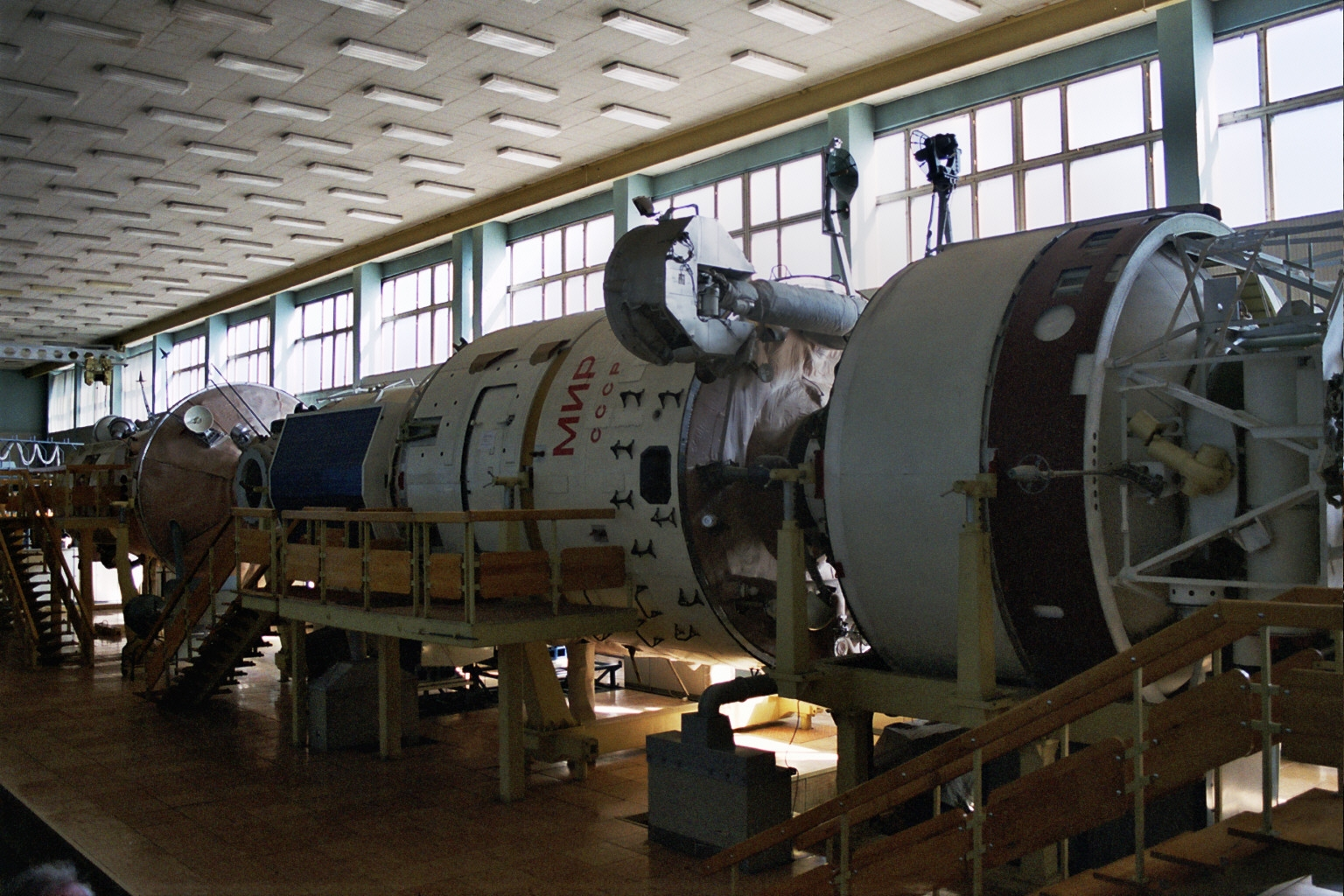
نموذج تدريب محطة الفضاء الروسية مير
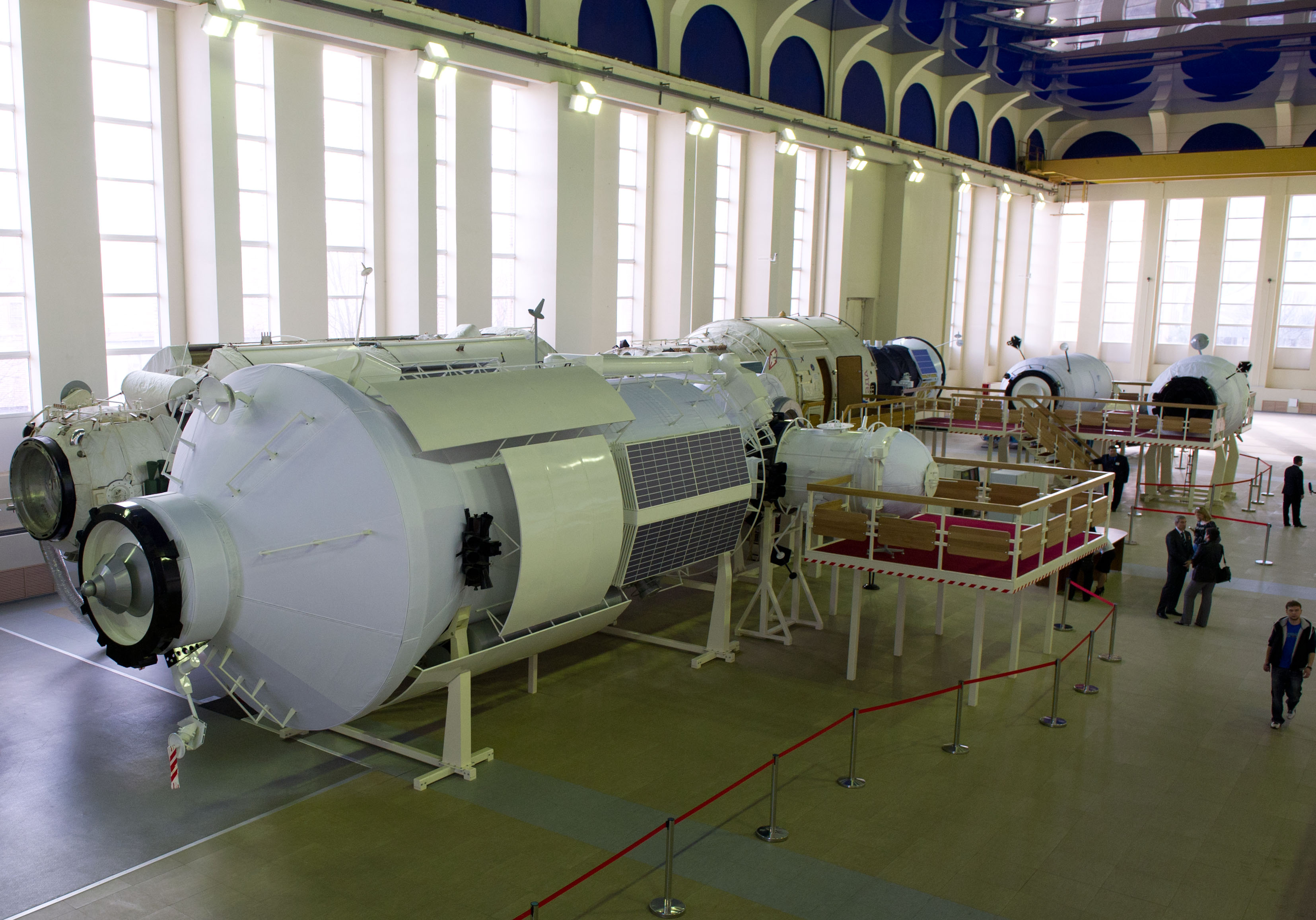
نموذج تدريب محطة الفضاء الدولية
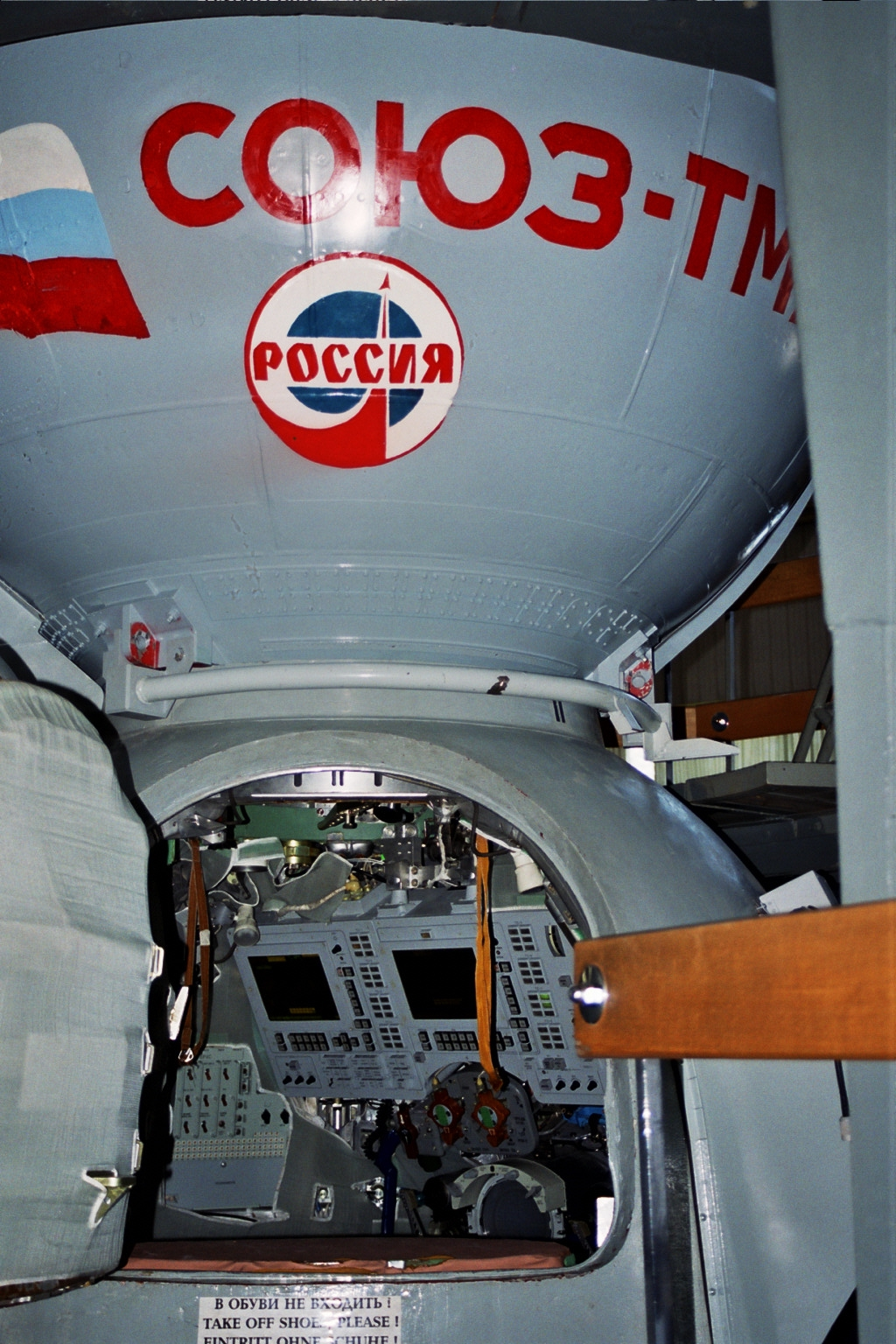
نموذج تدريب مركبة سويوز TMA
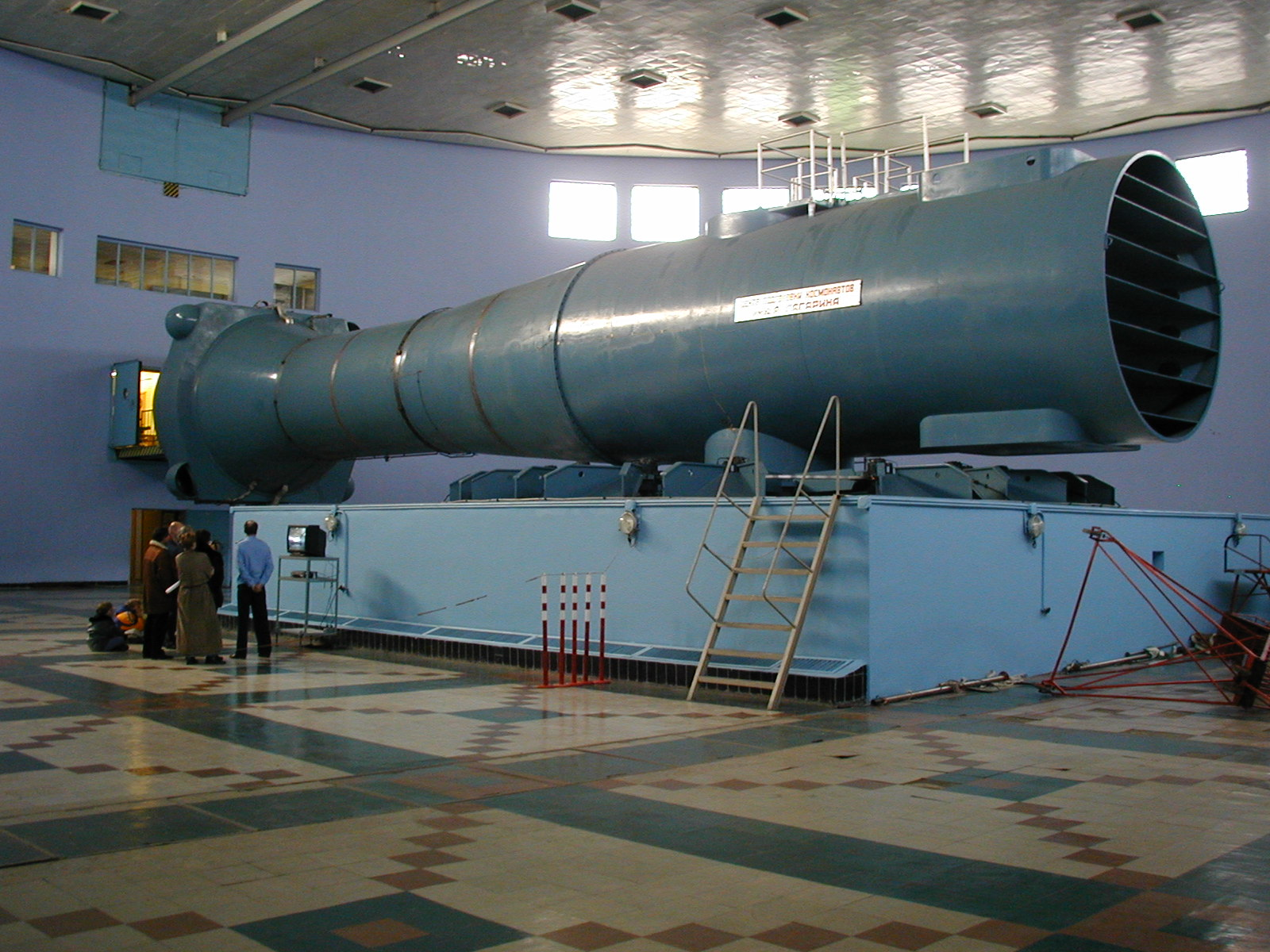
وحدة أجهزة الطرد المركزي
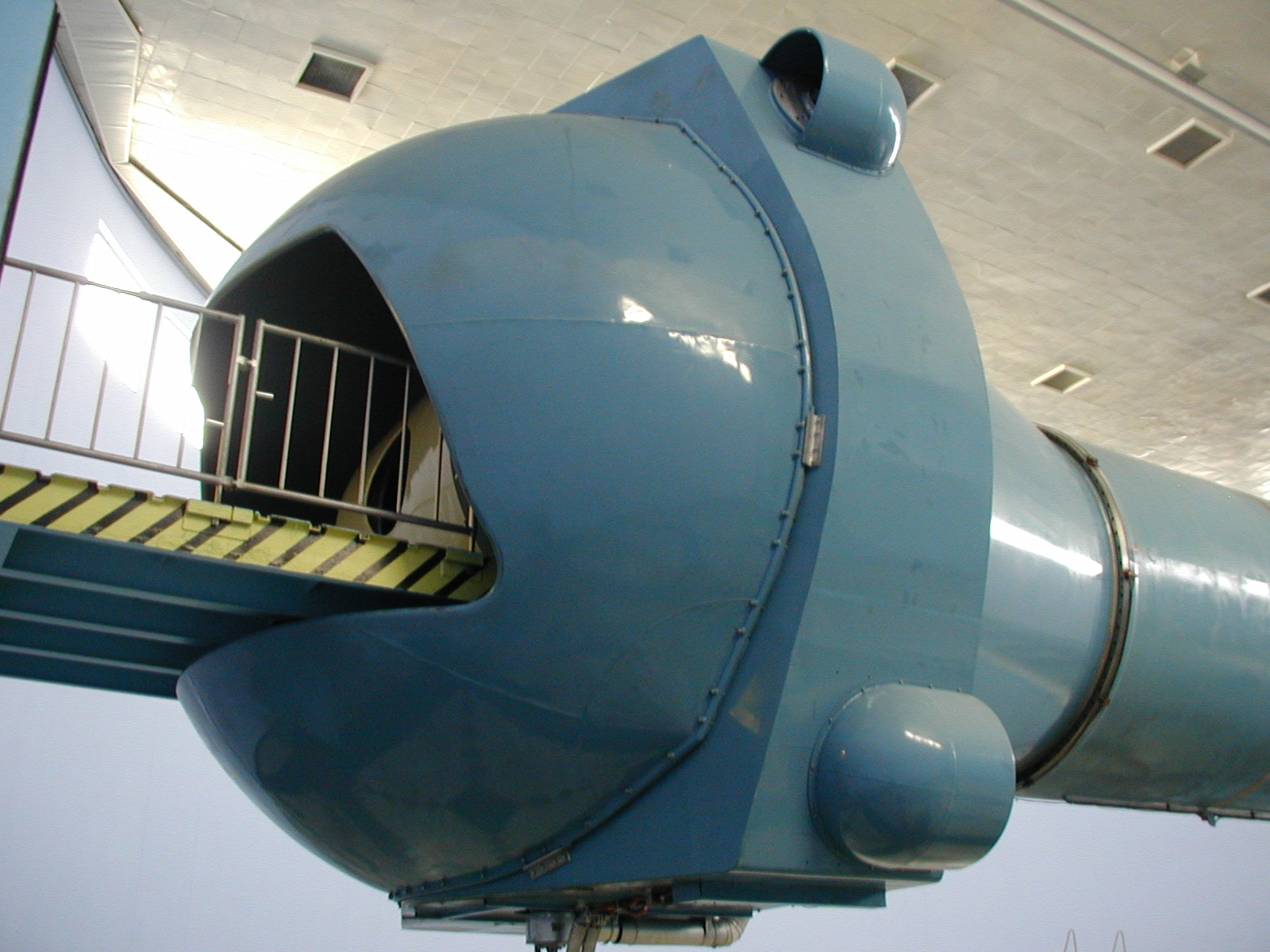
مدخل وحدة الطرد المركزي